# قلعة هاليدزور
تقع قلعة هاليدزور (الأرمينية: Հալիձորի բերդ) على طول تل يطل على نهر فوجي إلى الشمال ، بالقرب من قرية كابان، التي تبعد كيلومترًا واحدًا (0.6 ميل) جنوب غرب مقاطعة سيونيك في أرمينيا. يبلغ ارتفاع قلعة هاليدزور 1.051 مترًا (3448 قدمًا) فوق مستوى سطح البحر.

## تاريخها
تم بناء هاليد زور في الأصل في القرن السابع عشر لتكون بمثابة دير للراهبات. خدم فيما بعد كحصن لعائلة ميلك بار سودانيان لفترة قصيرة.
خلال القرن الثامن عشر، استخدم القائد العسكري الأرمني الشهير والمحرر ديفيد بيك وملازمة الرئيسي وخليفته مختار سبارات الموقع كمقر رئيسي لهم بالإضافة إلى مركز إداري لسونيك في قتالهم ضد قوات الإمبراطورية العثمانية والفرس. . [2] بين عامي 1723 و 1727، دافع بيك مع 300 جندي آخر و 13 أسقفًا وثلاثة قساوسة عن القلعة في حصار استمر سبعة أيام من جيش غازي قوامه 70 ألف تركي عثماني. أعطت الطبيعة الدفاعية للموقع جنود بيك ميزة عند قتال العدو ، لكن الحصار ترك المدافعين عن القلعة مرهقين مع القليل من الطعام. شعر بأنهم محاصرون ويفوق عددهم ، قاد هجومًا انتحاريًا أسفل التل أرعب الجيش الغازي. وفر الأتراك على عجل من المنطقة مما تسبب في مقتل 12000 من جنود العدو في الميدان أدناه.
توفي ديفيد بيك في وقت لاحق في القلعة بعد إصابته بمرض في عام 1728. تقول التقاليد الشفوية أنه بعد وفاته ، جاء أسقف مسن من تاتيف وأقام جنازة كبيرة جدًا على شرفه. تم دفن بيك في المقبرة خارج أسوار القلعة. ويقال إن شاهدة القبر بها زهرة واحدة منحوتة على جانبها السفلي حتى لا يدرك العدو أنها مكان الاستقرار الأخير للزعيم.
بعد وفاة ديفيد بك، استولى الجيش العثماني على خالد زور وأبلغ المدافعين أنهم سيطرون على القلعة لكنهم يتركون الكتيبة والسكان دون أن يصابوا بأذى. أراد الكاهن (دير أفيديس) فقط التفاوض مع الأتراك ، لكن مختار سبارابت الذي كان الآن يقود القلعة والكاهن ذهبوا معًا للتفاوض. عندما فتحوا أبواب القلعة ، قُتل بعض المدافعين.

## الهندسة المعمارية
تم وضع جدران القلعة في مخطط موقع رباعي الزوايا غير منتظم. يوجد داخل جدران القلعة بقايا كنيسة إس ميناس وكنيسة صغيرة بالإضافة إلى أسس ما كان يستخدم في السابق كمساكن وهياكل أخرى. مدخل مقنطر أن يؤديان إلى هاليدزور من جدران التحصين الخارجية إلى الشمال والجنوب. في الزاوية الجنوبية الغربية للجدار المحصن يوجد برج ومن الشمال إلى الشرق يوجد شرفة.
كان النفق السري يمتد 500 متر (1600 قدم) إلى نهر فوجي للسماح لسكانه بالوصول إلى المياه العذبة في حالة حدوث حصار (أحد الأسباب التي جعلت رجال بيك قادرين على الوقوف على أرضهم بدلاً من الاستسلام أثناء الحصار من قبل الأتراك). وهو الآن مغطى ، وأجزاء من النفق في حالة خراب.
الكنيسة الواقعة في الجانب الشرقي من هاليد زور هي عبارة عن مبنى على شكل قاعة مقببة تم تشييدها من حجارة كبيرة على شكل حجارة أنقاض. على كلا الجانبين بجوار الحنية توجد خزانات مقدسة. على الجدران الشمالية والجنوبية للمبنى توجد بقايا أروقة من طابقين. تم بناء الكنيسة الرئيسية في إس ميناس بتقنية معمارية مماثلة لبناء الكنيسة الأخرى. تم توسيع الساحة الشرقية للكنيسة.
في عام 2006 ، بدأت أعمال الترميم وإعادة الإعمار في هاليد زور وانتهت اعتبارًا من عام 2010.

## انظر ايضاً
- معركة هاليد زور

## وصلات خارجية
- Armeniapedia.org: قلعة هاليدزور
- الموقع الرسمي لكابان: هاليرزورالموقع الرسمي لكابان: هاليرزور
- موقع سونيك الإقليمي:هاليد زور زانج يزور: مقال خاليدزور (بالأرمنية)